# Le grandi storie della fantascienza 14
Le grandi storie della fantascienza 14 (titolo originale Isaac Asimov Presents the Great SF Stories 14 (1952)) è un'antologia di racconti di fantascienza raccolti e commentati da Isaac Asimov e Martin H. Greenberg. Fa parte della serie Le grandi storie della fantascienza e comprende racconti pubblicati nel 1952.
È stata pubblicata nel 1986 e tradotta in italiano nello stesso anno.

## Racconti
- Il pedone (The Pedestrian), di Ray Bradbury
- La luna è verde (The Moon Is Green), di Fritz Leiber
- Memoria perduta (Lost Memory), di Peter Phillips
- Cosa ho fatto? (What Have I Done?), di Mark Clifton
- Rapida scende la sera (Fast Falls the Eventide), di Eric Frank Russell
- Affari, come al solito (The Business, As Usual), di Mack Reynolds
- Un rumore di tuono (A Sound of Thunder), di Ray Bradbury
- La scelta di Hobson (Hobson's Choice), di Alfred Bester
- La Casa di Ieri (Yesterday House), di Fritz Leiber
- Effetto valanga (The Snowball Effect), di Katherine MacLean
- Ritardo nel transito (Delay in Transit), di F. L. Wallace
- Gioco per bionde (Game for Blondes), di John D. MacDonald
- L'Altare a Mezzanotte (The Altar at Midnight), di Cyril M. Kornbluth
- Command performance (Command Performance), di Walter Miller
- La via marziana (The Martian Way), di Isaac Asimov
- L'uomo incastrato (The Impacted Man), di Robert Sheckley
- Com'è là fuori (What's It Like out There?), di Edmond Hamilton
- Salpa! Salpa! (Sail on, Sail on), di Philip José Farmer
- Costo della Vita (Cost of Living), di Robert Sheckley

## Edizioni
- Isaac Asimov Presents The Great SF Stories 14 (1952), DAW Books, 1986.
- Le grandi storie della fantascienza 14 (1952), traduzione di Giampaolo Cossato e Sandro Sandrelli, SIAD Edizioni, 1986.
- Le grandi storie della fantascienza 14, traduzione di Giampaolo Cossato e Sandro Sandrelli, Bompiani, 1996, ISBN 88-452-2717-0.